# Ходченко Павло Семенович
Павло Семенович Ходченко (15 січня 1880, Лук'янівка — 11 січня 1967) — український радянський письменник, член Спілки письменників СРСР з 1934 року.

## Біографія
Народився 15 січня 1880 року на хуторі Лук'янівці (тепер село Миколаївського району Миколаївської області) в бідній сім'ї. Тут пройшли його дитячі роки. Працював з семи років в панських економіях, а коли він підріс, сіяв, косив, молотив. Навчався самотужки. Продовжував своє навчання на військовій службі у Петербурзі — ходив до вечірньої школи дорослих.
Здавши екстерном іспит на звання народного вчителя, з 1906 року почав учителювати у селах Херсонської губернії. В 1914 році призваний до війська. Учасник Першої Світової війни. Учасник трьох революцій. В роки Громадянської війни в лавах Червоної Армії воював проти військ барона Врангеля. Після демобілізації знову вчителював, завідував відділом освіти, був головою Нечаянського волвиконкому, а згодом — головою Варварівського і Новоодеського райвиконкомів.
1929 року вийшла його перша книжка — повість «На хуторах». Навчався заочно в Інституті Червоної професури у Харкові. З 1933 до 1941 року редагував журнал «Червоний шлях», потім — «Літературний журнал». Під час Німецько-радянської війни працював на Пермському обласному радіо, писав нові художні твори.
У березні 1944—1950 роках — уповноважений Ради в справах Руської Православної Церкви при РМ СРСР по Українській РСР.
П. С. Ходченко за свою діяльність нагороджений орденом Трудового Червоного Прапора, Грамотою Президії Верховної Ради УРСР.
Помер 11 січня 1967 року. Похований в Києві на Байковому кладовищі (ділянка № 9).
В 1976 році Миколаївському обласному літературному об'єднанню присвоєно ім'я Павла Ходченка.

## Твори
- Книги оповідань і нариси:
  - «В боротьбі за колгоспи» (1931),
  - «Радгосп на вибалках» (1932),
  - «Шляхами перемог» (1934),
  - «Повернення» (1959)
  - «Перегорнуті сторінки» та інші;
- повісті:
  - «Сорочинська трагедія» (1940),
  - «На визволеній землі» (1950),
  - «Степові спалахи» (1960);
- роман «Зростання» (1956);
- п'єси і спогади:
  - «Випробовування арілости» (1958),
  - «Досвітні заграви» (1965).